# إدوارد جوناس
إدوارد جوناس (بالفرنسية: Édouard Jonas) هو أمين متحف ومتخصص بالأثريات ‏ وسياسي فرنسي، ولد في 9 مايو 1883 في باريس في فرنسا، وتوفي بنفس المكان في 3 ديسمبر 1961. حزبياً، نشط في Socialist Republican Union ‏. وقد انتخب نائب فرنسي عن دائرة غراس.